# 足達尚人
足達 尚人（あだち なおと、1966年12月17日 - ）は、元アマチュア野球選手・指導者である。ポジションは投手。

## 来歴・人物
東洋大姫路高校を卒業した後に、社会人野球の新日鉄広畑に入団する。
1990年の都市対抗野球では、主に先発投手として登板し、抑えの藤高俊彦とともに活躍し、大会の優秀選手と久慈賞を受賞した。
1995年の都市対抗野球では小西酒造の補強選手として出場し、10年連続出場選手に選ばれた。同年の「'95ワールド・ベースボール・ウィーク・イン・ジャパン」と第12回インターコンチネンタルカップ野球大会の全日本メンバーにも選ばれた。
1996年をもって、現役を引退し、新日鉄広畑のコーチ、監督、副部長を歴任した。
その一方で、日本放送協会で高校野球解説者を務めている。